# Kanakuppe, Tumkur
Kanakuppe là một làng thuộc tehsil Tumkur, huyện Tumkur, bang Karnataka, Ấn Độ.